# Huvudsta (Stockholms tunnelbana)
Huvudsta ist eine unterirdische Station der Stockholmer U-Bahn, die im Zentrum des gleichnamigen Stadtteils der Gemeinde Solna liegt. Die Station wird von der Blå linjen des Stockholmer U-Bahn-Systems bedient. Sie gehört zu den eher mäßig frequentierten Stationen des U-Bahn-Netzes. An einem normalen Werktag steigen 4.250 Pendler hier zu.
Die Station wurde am 19. August 1985 als 95. Station der Tunnelbana in Betrieb genommen, als der Abschnitt der Blå linjen zwischen Västra skogen und Rinkeby eröffnet wurde. Die Bahnsteige befinden sich ca. 25 Meter unter der Erde. Die Station liegt zwischen den Stationen Västra skogen und Solna strand (bis 17. August 2014 Vreten). Bis zum Stockholmer Hauptbahnhof sind es etwa fünf Kilometer.